# Селигерская улица
Селиге́рская улица (название утверждено 3 декабря 1966 года) — улица в Северном административном округе Москвы в Бескудниковском районе.

## Происхождение названия
Названа в 1966 году по озеру Селигер на Валдайской возвышенности. В память героических сражений частей и соединений Калининского фронта по разгрому немецко-фашистских войск в битве за Москву на озере Селигер.

## Расположение
Начинается от Дмитровского шоссе, пересекает Бескудниковский и Рогачёвский переулки, затем вновь пересекает Дмитровское шоссе и заканчивается примыканием к Коровинскому шоссе.

## Достопримечательности

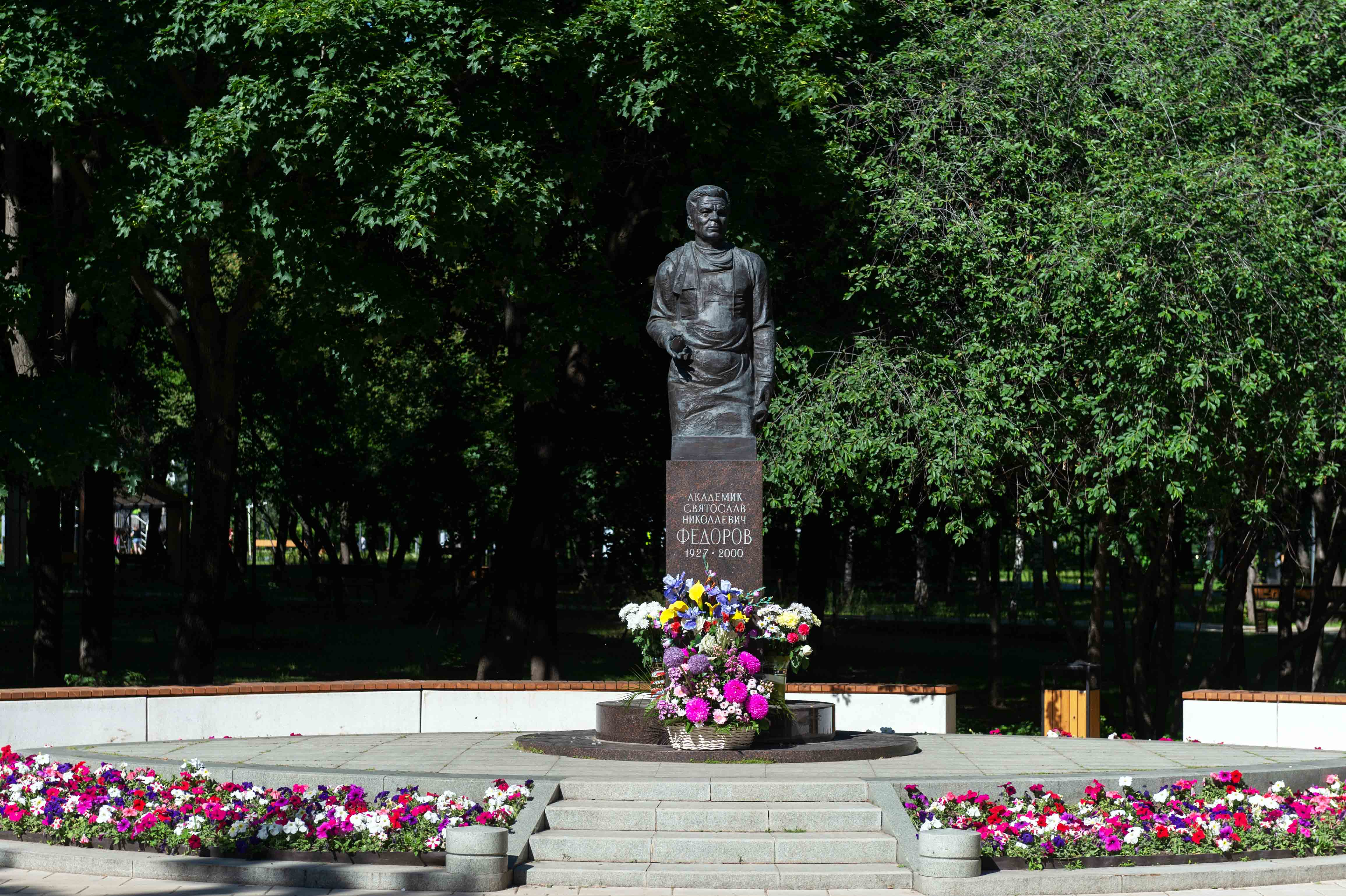
Парк имени Святослава Федорова

Между Селигерской улицей и Дмитровским шоссе расположен парк имени Святослава Фёдорова. В парке установлен бронзовый памятник выдающемуся офтальмологу, академику Святославу Николаевичу Фёдорову. В 2018 году зона отдыха была обновлена по программе «Мой район». Здесь построили семь детских площадок, хоккейную коробку с трибунами, воркаут-площадку, сухой фонтан и беседки с навесами.

## Транспорт
Метро
Близлежащее метро — станция «Селигерская» Люблинско-Дмитровской линии.